# Alfredo (album)
Alfredo è il primo album collaborativo tra il rapper statunitense Freddie Gibbs e il produttore hip hop connazionale The Alchemist, pubblicato il 29 maggio 2020.

## Tracce
1. 1985 – 2:32 (Fredrick Tipton, Alan Maman)
2. God Is Perfect – 3:59 (Tipton, Maman)
3. Scottie Beam (featuring Rick Ross) – 4:04 (Tipton, Maman, William Roberts)
4. Look at Me – 2:33 (Tipton, Maman)
5. Frank Lucas (featuring Benny the Butcher) – 4:41 (Tipton, Maman, Jeremie Pennick)
6. Something to Rap About (featuring Tyler, the Creator) – 4:42 (Tipton, Maman, Tyler Okonma)
7. Baby $Hit – 3:36 (Tipton, Maman)
8. Babies & Fools (featuring Conway the Machine) – 3:26 (Tipton, Maman, Demond Price)
9. Skinny Suge – 2:52 (Tipton, Maman)
10. All Grass – 2:33 (Tipton, Maman)